# Boulevard Ledru-Rollin
Le boulevard Ledru-Rollin est une voie marseillaise située dans le 15e arrondissement de Marseille.

## Situation et accès
Ce boulevard en équerre qui se situe dans le quartier de Saint-Louis, débute à l’intersection de la rue de Lyon, du boulevard Nicolas-Paquet et de  l'avenue de Saint-Louis. Il longe les anciens abattoirs par le nord et la cité Campagne Lévêque située sur un long mur de soutènement par le sud en allant d’abord à l’ouest puis oblique au sud en effectuant un virage en angle droit et se termine chemin de la Madrague-Ville.

## Origine du nom
Le boulevard doit son nom à Alexandre Ledru-Rollin (1807-1874), avocat et homme politique français.

## Historique
Cette voie qui nommait auparavant « traverse de l’Evêque » du nom d’une propriété achetée par Eugène de Mazenod le 8 juin 1839 à messieurs Bérard et Brun.
Exproprié en 1905 à la suite de la séparation de l'Église et de l'État, la propriété revient aux Hospices.
Par délibération du conseil municipal en date du 14 septembre 1895 la voie prend le nom de « boulevard Ledru-Rollin ».
Le boulevard est classé dans la voirie de Marseille le 6 novembre 1891.

## Bâtiments remarquables et lieux de mémoire
- no 2 : se trouvent la cité Campagne Lévêque ainsi que le collège Jules-Ferry.